# 畢·圖曼
伯恩哈德·卡尔·“伯特”·特劳特曼（德語：Bernhard Carl "Bert" Trautmann，OBE，1923年10月22日—2013年7月19日）是一個在1949年至1964年期間效力曼城足球會的足球守門員。

## 生平

### 早年
圖曼出生於德國北部的不萊梅。其父為飼料廠工人。圖曼少時已經常參與球類運動，除足球外還有手球。然而1930年代世界出現經濟大蕭條，圖曼一家甚至要賣掉自己的屋舍，圖曼因而選擇了參軍以維持生計。
1941年，特劳特曼以无线电操作员的身份加入纳粹德国空军。在训练期间，他表现出很少的无线电工作天赋，于是调到施潘道成为一名伞兵。他首先在被占领的波兰服役，尽管驻扎在远离前线的地方意味着要经历长时间的单调乏味；因此特劳特曼和他所在团的其他成员只能通过运动和恶作剧来打发时间。特劳特曼的一个恶作剧与汽车有关，结果适得其反，导致一名上士的手臂被烧伤。特劳特曼因此事被军事法庭审判，并被判处三个月监禁。在服刑之初，特劳特曼患上了急性阑尾炎，并在军医院度过了余下的刑期。
1941年10月，他重新加入了驻扎在乌克兰第聂伯罗彼得罗夫斯克的第35步兵师，德军的进攻在那里被迫停止。冬季对苏联军队补给线的游击战是该部队的主要任务。1942年，部队取得了进展，但苏联的反攻重创了特劳特曼的部队，当部队撤出东线时，原有的1,000人中只剩下300人。特劳特曼因其在东线的行动获得了五枚奖章，包括一枚一级铁十字勋章。
特劳特曼晋升为中士，他所在的部队由东线被摧毁的几支部队的残余人员组成，他们被调往法国，以防盟军入侵法国。1945年，他是盟军轰炸克莱沃的少数幸存者之一，并决定返回不来梅。此时，没有有效休假证件的德国士兵正被当作逃兵枪杀，因此特劳特曼试图避开双方的部队。然而几天后，他在一个谷仓里被两名盟军士兵抓获。士兵们认为特劳特曼没有有用的情报可以给他们，于是把他举起双手押出谷仓。特劳特曼担心自己即将被处决，于是逃跑了。在躲过抓捕者后，他跳过了一道篱笆，落在了一名英国士兵的脚下，这名士兵向他打招呼说：“你好，弗里茨，想喝杯茶吗？”在战争早期，他曾被苏联人抓获，后来又被法国人抓获，但两次都逃脱了。
他被关押在比利时奥斯坦德附近，然后被转移到埃塞克斯的一个中转营，在那里接受审讯。作为一名志愿兵，他从小就接受思想灌输，因此被当局列为C类囚犯（纳粹分子）。特劳特曼是他所在军团中仅有的90名在战争中幸存下来的人之一，随后他被转移到柴郡诺斯威奇附近马伯里霍尔的战俘营，之后他被带到利物浦附近海敦的克罗斯比堡，在那里他短暂停留了一段时间，在当地农场工作并与当地人混在一起；从这里他被送到位于圣海伦斯和维根之间的兰开夏郡阿什顿因马克菲尔德的50号战俘营（现为拜尔查尔高中），在那里他一直待到1948年。

### 球員
在定居英國不久，圖曼已在聖海倫鎮足球會（聖海倫市當地一支足球隊）擔任一個足球守門員。當時只是業餘身份。
1949年圖曼加盟了曼城。因著其德國人身份，圖曼之轉會受到英國人的質疑，蓋因當時才是二次大戰結束不久。當1950年曼城宣告降級時，僵持局面更一度惡化。不過圖曼最終用實力奠定出正選位置，於1951年帶領出球會走回頂級聯賽。
1950年代曼城改變戰術，強調己隊的控球權。而身為守門員之圖曼，更需要加強拋球能力來鞏固控球權。在這戰術下，1955年成功打入英格蘭足總盃決賽，僅僅不敵紐卡素。翌季曼城再度發威，不但在聯賽完成第四名，並再次打入英格蘭足總盃。這次曼城贏得了英格蘭足總盃。而圖曼還在同年當選為英格蘭足球先生，是英格蘭第一個守門員贏得此獎，也是英格蘭首個德國人贏得此殊榮。
儘管在英格蘭創出成就，圖曼之國際賽生涯卻幾乎一片空白。一個重要的解釋是，當時的圖曼身為德國人，卻不是在德國聯賽效力，而在當時一般的歐洲國家隊，並不傾向起用在海外打滾的球員。而圖曼本身的德國人身份，也使圖曼不能成為英格蘭國腳。唯一例外，就是1960年曾加入英格蘭聯賽隊，在海外打了數場友誼賽，當時圖曼還是隊長。
隨著傷病困擾使狀態不斷下滑，圖曼終於在1964年離開曼城。當時他選擇轉投當地業餘球隊威靈頓鎮足球會。但因年事已高體力下降，只打了一兩場，便宣告退役。他在曼城效力了十五年，一共出戰了五百多場聯賽。

### 教練
圖曼於1965年開始轉任教練，首家執教球會為史托港。其後也曾在德國球會任教。1970年代圖曼改到落後國家執教國家隊，至1983年退休為止。

### 近況
晚年他在西班牙華倫西亞定居，已甚少公開露面。2005年獲入選為英格蘭足球名人堂成員。2013年7月19日逝世，終年89歲。

## 榮譽
- 英格蘭足總盃：1955年
- 英格蘭足球先生：1955年

## 流行文化

### 影視作品
- 《戰火球星（英语：The Keeper (2018 film)）》：2019年電影，由大衛·克勞斯飾演畢·圖曼。